# Say You, Say Me
Say You, Say Me és una cançó de Lionel Richie. Va arribar al número 1 de la llista Billboard el 21 de desembre de 1985. Va aparèixer en el film White Nights interpretada per Mikhail Baryshnikov i Gregory Hines. Amb tot, el tema no es podia trobar al disc de la banda sonora de l'àlbum. La productora Motown Records no volia que aparegués en com a single després de l'àlbum Can't Slow Down i es va haver d'esperar que aparegués el seu tercer disc, de 1986, Dancing on the Ceiling.